# Grand Orient de France
Grand Orient de France (acronim GODF, în traducere „Marele Orient al Franței”) este cea mai veche și cea mai mare dintre mai multe organizații francmasonice cu sediul în Franța și cea mai veche din Europa continentală (deoarece a fost formată dintr-o mare lojă mai veche a Franței în 1773 și a absorbit pentru scurt timp crupa corpului mai vechi în 1799, permițându-i să dateze întemeierea sa în 1728 sau 1733). Marele Orient al Franței este privit, în general, ca „loja-mamă” a Francmasoneriei Continentale.
Motto-ul Liberté, Egalité, Fraternité, pe care l-a adoptat în 1848, urmărește paginile istoriei sale și se contopește voluntar cu cel al Republicii Franceze.